# Anagyrus aurantifrons
Anagyrus aurantifrons är en stekelart som beskrevs av Compere 1926. Anagyrus aurantifrons ingår i släktet Anagyrus och familjen sköldlussteklar.
Artens utbredningsområde är:
- Kongo.
- Ghana.
- Kenya.
- Malawi.
- Tanzania.
- Uganda.

Inga underarter finns listade i Catalogue of Life.